# Codex Angelicus
De Codex Angelicus (Gregory-Aland no. Lap of 020) is een bijbels handschrift uit de 9e eeuw. De codex is geschreven in hoofdletters (uncialen) op perkament en stond vroeger ook bekend als de Codex Passionei.

## Beschrijving
Codex Angelicus bestaat uit 189 bladen (27 x 21.5 cm). Hij werd geschreven in 2 kolommen per pagina, 26 regels per pagina.
De codex bevat de tekst van de Handelingen van de Apostelen, de Katholieke brieven, en de Brieven van Paulus, met lacunes: (Handelingen 1:1-8:10; Hebreeën 13:10-25).
Het bevat voorwoorden (Prolegomena), notities in de kantlijn voor het liturgisch gebruik als lectionarium, onderschriften, en στίχοι (indeling in een aantal "rijen" tekst).
Het handschrift representeert de Byzantijnse tekst, Kurt Aland plaatste de codex in Categorie V.
Het handschrift bevindt zich in de Biblioteca Angelica (No. 39), in Rome.